# 2013-as FIFA strandlabdarúgó-világbajnokság
A 2013-as strandlabdarúgó-világbajnokság volt a 7. világbajnokság a Nemzetközi Labdarúgó-szövetség rendezésében, összességében pedig a 17. vb a standfutball történetében. Az eseményt 2013. szeptember 18. és szeptember 28. között rendezték meg, Papeeten, Tahitin. 
A tornát Oroszország nyerte és megvédte világbajnoki címét.

## Selejtezők
Az alábbi csapatok kvalifikálták magukat a 2013-as strandlabdarúgó-világbajnokságra:
| Ázsiai zóna (AFC): - Egyesült Arab Emírségek - Irán - Japán Afrikai zóna (CAF): - Elefántcsontpart - Szenegál Európai zóna (UEFA): - Hollandia - Oroszország - Spanyolország - Ukrajna | Észak és Közép-Amerika és a Karibi zóna (CONCACAF): - Salvador - Egyesült Államok Oceániai zóna (OFC): - Salamon-szigetek Dél-amerikai zóna (CONMEBOL): - Argentína - Brazília - Paraguay Rendező: - Francia Polinézia (Óceánia) |  |

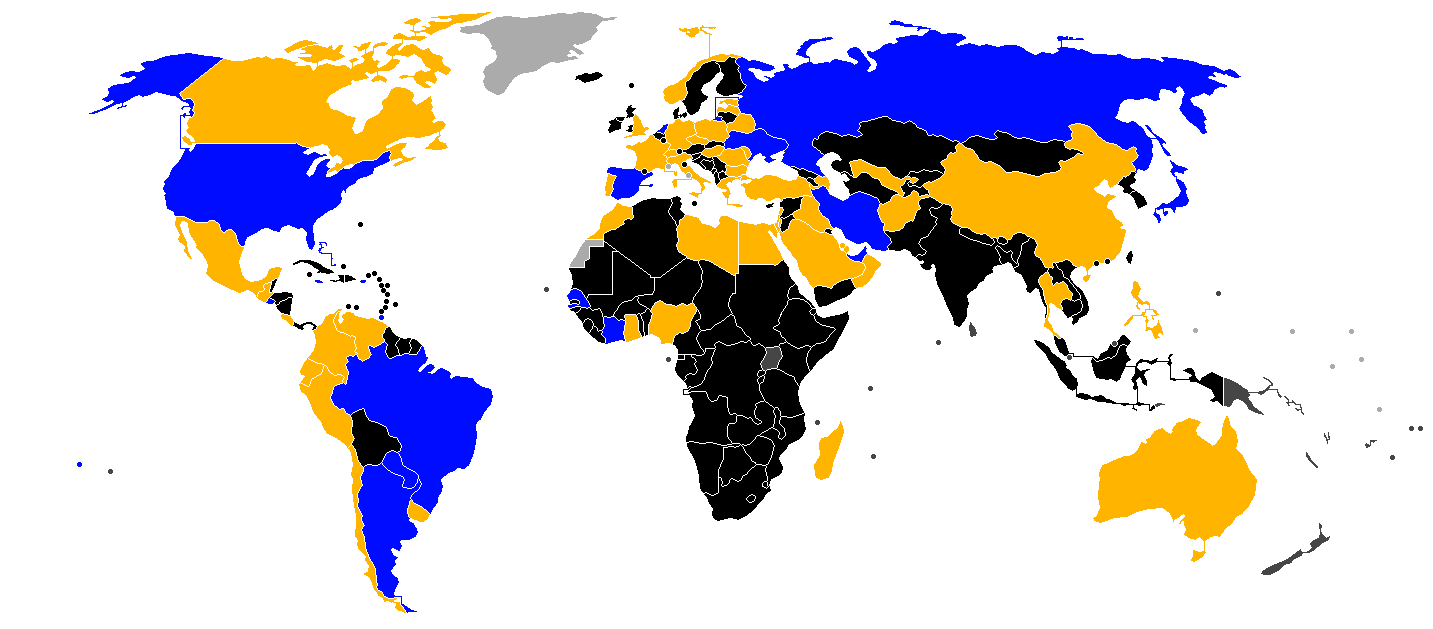
Kijutott a világbajnokságra
Kiesett a selejtezőkben
Visszalépett a selejtezőktől
Nem indult
Nem tagja a FIFA-nak.

## Helyszín
Az összes mérkőzést egyetlen helyszínen, Papeeten rendezték.
| Papeete                |
| ---------------------- |
| Tahua To'ata Stadion   |
| Befogadóképesség: 4000 |

## Eredmények
| Megjegyzés                                                                          |
| ----------------------------------------------------------------------------------- |
| A csoportok első és második helyén végzett csapatok továbbjutottak a negyeddöntőkbe |

A kezdési időpontok helyi idő szerint (UTC−10:00) lettek megadva.

### A csoport
| Csapat                  | M | Gy | Gy+ | V | Lg | Kg | Gk | P |
| ----------------------- | - | -- | --- | - | -- | -- | -- | - |
| Spanyolország           | 3 | 3  | 0   | 0 | 14 | 8  | +6 | 9 |
| Tahiti                  | 3 | 1  | 1   | 1 | 10 | 9  | +1 | 5 |
| Egyesült Államok        | 3 | 1  | 0   | 2 | 13 | 14 | −1 | 3 |
| Egyesült Arab Emírségek | 3 | 0  | 0   | 3 | 8  | 14 | –6 | 0 |

| 2013. szeptember 19. 16:00 |

| Spanyolország                                   | 5–4         | Egyesült Államok                                         |
| ----------------------------------------------- | ----------- | -------------------------------------------------------- |
| Antonio 10' 31' Llorenc 19' Juanma 32' Nico 35' | Jegyzőkönyv | Futagaki 7' N. Perera 12' Chimienti 15' L. Valentine 32' |

| Tahua To'ata stadion, Papeete Nézőszám: 1,950 Játékvezető: Mariano Romo (argentin) |

| 2013. szeptember 19. 19:00 |

| Tahiti                                         | 3–2         | Egyesült Arab Emírségek   |
| ---------------------------------------------- | ----------- | ------------------------- |
| M. Amau 6' T. Zaveroni 10' R. Li Fung Kuee 14' | Jegyzőkönyv | H. Ali 20' H. Alkaabi 22' |

| Tahua To'ata stadion, Papeete Nézőszám: 4,000 Játékvezető: Felipe Varejao (brazil) |

| 2013. szeptember 21. 16:00 |

| Egyesült Arab Emírségek        | 2–5         | Spanyolország                                        |
| ------------------------------ | ----------- | ---------------------------------------------------- |
| H. Alkaabi 3' H. Alhammidi 26' | Jegyzőkönyv | Antonio 17' R. Merida 28' 36' Llorenc 34' Cintas 36' |

| Tahua To'ata stadion, Papeete Nézőszám: 2,300 Játékvezető: Hugo Pado (Salamon-szigeteki) |

| 2013. szeptember 21. 19:00 |

| Egyesült Államok                                 | 3–5 (h. u.) | Tahiti                                                      |
| ------------------------------------------------ | ----------- | ----------------------------------------------------------- |
| A. Tchen 18' (öngól) Chimienti 32' N. Perera 35' | Jegyzőkönyv | R. Li Fung Kuee 3' R. Bennett 4' T. Labaste 23' P. Tepa 39' |

| Tahua To'ata stadion, Papeete Nézőszám: 4,000 Játékvezető: Suwat Wongsuwan (thaiföldi) |

| 2013. szeptember 23. 16:00 |

| Egyesült Arab Emírségek                           | 4–6         | Egyesült Államok                                      |
| ------------------------------------------------- | ----------- | ----------------------------------------------------- |
| H. Al-Hammadi 1' K. Al-Balooshi 8' A. Hussain 31' | Jegyzőkönyv | N. Perera 2' 17' 26' A. Canale 8' 16' J. Leopoldo 34' |

| Tahua To'ata stadion, Papeete Nézőszám: 1,100 Játékvezető: Gumercindo Batista (panamai) |

| 2013. szeptember 23. 19:00 |

| Tahiti                          | 2–4         | Spanyolország                          |
| ------------------------------- | ----------- | -------------------------------------- |
| P. Tepa 24' R. Li Fung Kuee 34' | Jegyzőkönyv | R. Merida 4' 10' Kuman 7' D. Pajón 17' |

| Tahua To'ata stadion, Papeete Nézőszám: 4,000 Játékvezető: Bakhtiyor Namazov (üzbég) |

### B csoport
| Csapat           | M | Gy | Gy+ | V | Lg | Kg | Gk | P |
| ---------------- | - | -- | --- | - | -- | -- | -- | - |
| Argentína        | 3 | 2  | 0   | 1 | 17 | 11 | +6 | 6 |
| Salvador         | 3 | 2  | 0   | 1 | 13 | 11 | +2 | 6 |
| Salamon-szigetek | 3 | 1  | 0   | 2 | 13 | 15 | −2 | 3 |
| Hollandia        | 3 | 0  | 1   | 2 | 6  | 12 | –6 | 2 |

| 2013. szeptember 19. 17:30 |

| Argentína                                                     | 4–1         | Salvador      |
| ------------------------------------------------------------- | ----------- | ------------- |
| C. Leguizamon 4' F. Hilaire 5' M. de Ezeyza 13' L. Medero 25' | Jegyzőkönyv | E. Robles 18' |

| Tahua To'ata stadion, Papeete Nézőszám: 3,700 Játékvezető: Alexander Berezkin (orosz) |

| 2013. szeptember 19. 20:30 |

| Hollandia | 0–2         | Salamon-szigetek        |
| --------- | ----------- | ----------------------- |
|           | Jegyzőkönyv | J. Luwi 25' N. Muri 34' |

| Tahua To'ata stadion, Papeete Nézőszám: 3,600 Játékvezető: Bessem Boubaker (tunéziai) |

| 2013. szeptember 21. 17:30 |

| Salamon-szigetek                           | 5–8         | Argentína                                                          |
| ------------------------------------------ | ----------- | ------------------------------------------------------------------ |
| A. Talo 12' 13' 31' R.Laua 13' J. Luwi 15' | Jegyzőkönyv | J. Levi 1' F. Hilaire 16' 28' E. Hilaire 17' L. Medero 25' 26' 31' |

| Tahua To'ata stadion, Papeete Nézőszám: 3,900 Játékvezető: Christian Zimmermann (svájci) |

| 2013. szeptember 21. 20:30 |

| Salvador                                                                 | 5–1         | Hollandia        |
| ------------------------------------------------------------------------ | ----------- | ---------------- |
| A. Ruiz 7' 33' (11-esből) F. Velasquez 7' T. Hernandez 22' J. Batres 35' | Jegyzőkönyv | M. van Gessel 7' |

| Tahua To'ata stadion, Papeete Nézőszám: 2,300 Játékvezető: Serdar Akcer (török) |

| 2013. szeptember 23. 17:30 |

| Salamon-szigetek                                                   | 6–7         | Salvador                                                  |
| ------------------------------------------------------------------ | ----------- | --------------------------------------------------------- |
| M. Aisa 12' N. Muri 17' 19' 24' A. Talo 31' (11-esből) R. Laua 34' | Jegyzőkönyv | A. Ruiz 6' 11' 14' 20' 33' F. Velasquez 25' E. Robles 30' |

| Tahua To'ata stadion, Papeete Nézőszám: 3,700 Játékvezető: Patricio Blanca (chilei) |

| 2013. szeptember 23. 20:30 |

| Hollandia                                                                    | 5–5 (h. u.) | Argentína                                          |
| ---------------------------------------------------------------------------- | ----------- | -------------------------------------------------- |
| F. van der Geest 19' P. Ax 20' 28' R. van Dieren 26' C. van den Ouweland 36' | Jegyzőkönyv | S. Hilaire 1' J. Levi 1' J. Vivas 4' 7' 24'        |
| Büntetőpárbaj                                                                |             |                                                    |
| M. van Gessel P. Ax R. van Dieren J. Klijbroek                               | 4–3         | L. Medero C. Leguizamon L. Franceschini E. Hilaire |

| Tahua To'ata stadion, Papeete Nézőszám: 2,800 Játékvezető: Said Hachim (madagaszkári) |

### C csoport
| Csapat   | M | Gy | Gy+ | V | Lg | Kg | Gk  | P |
| -------- | - | -- | --- | - | -- | -- | --- | - |
| Brazília | 3 | 3  | 0   | 0 | 16 | 6  | +10 | 9 |
| Irán     | 3 | 1  | 0   | 2 | 8  | 10 | –2  | 3 |
| Ukrajna  | 3 | 1  | 0   | 2 | 9  | 11 | −2  | 3 |
| Szenegál | 3 | 1  | 0   | 2 | 11 | 17 | –6  | 3 |

- Megjegyzés: Irán, Ukrajna és Szenegál között az egymás elleni eredmény döntött a rangsorolásnál.

| 2013. szeptember 18. 17:30 |

| Szenegál                                | 5–4         | Ukrajna                                              |
| --------------------------------------- | ----------- | ---------------------------------------------------- |
| B. Fall 15' 16' 27' 35' P. Koukpaki 22' | Jegyzőkönyv | V. Szidorenko 2' O. Zborovszkij 3' 26' R. Pacsev 24' |

| Tahua To'ata stadion, Papeete Nézőszám: 3,350 Játékvezető: José Cortéz (ecuadori) |

| 2013. szeptember 18. 20:30 |

| Brazília                          | 4–1         | Irán         |
| --------------------------------- | ----------- | ------------ |
| Bruno Xavier 2' 15' 31' Bueno 16' | Jegyzőkönyv | A. Akbari 9' |

| Tahua To'ata stadion, Papeete Nézőszám: 4,000 Játékvezető: Ruen Eiriz (spanyol) |

| 2013. szeptember 20. 17:30 |

| Irán                                                     | 5–3         | Szenegál                                 |
| -------------------------------------------------------- | ----------- | ---------------------------------------- |
| M. Ahmadzadeh 2' 3' 21' A. Akbari 16' F. Boulokbashi 30' | Jegyzőkönyv | N. Sylla 16' 28' P. Hosseini 16' (öngól) |

| Tahua To'ata stadion, Papeete Nézőszám: 3,250 Játékvezető: Tomasz Winiarczyk (lengyel) |

| 2013. szeptember 20. 20:30 |

| Ukrajna                               | 2–4         | Brazília                                |
| ------------------------------------- | ----------- | --------------------------------------- |
| O. Zborovszkij 22' V. Hladecsenko 27' | Jegyzőkönyv | Bruno Xavier 5' 33' Bueno 8' Daniel 35' |

| Tahua To'ata stadion, Papeete Nézőszám: 2,100 Játékvezető: Ebrahim Almansory (Egyesült Arab Emírségekbeli) |

| 2013. szeptember 22. 17:30 |

| Irán                             | 2–3         | Ukrajna                                      |
| -------------------------------- | ----------- | -------------------------------------------- |
| M. Ahmadzadeh 3' P. Hosseini 33' | Jegyzőkönyv | A. Borsuk 3' O. Kornijcsuk 22' I. Borsuk 30' |

| Tahua To'ata stadion, Papeete Nézőszám: 3,700 Játékvezető: Serdar Akcer (török) |

| 2013. szeptember 22. 20:30 |

| Brazília                                                              | 8–3         | Szenegál                        |
| --------------------------------------------------------------------- | ----------- | ------------------------------- |
| Daniel 2' Bruno Xavier 5' 11' 30' Bruno 6' André 25' 26' Jorginho 37' | Jegyzőkönyv | P. Koukpaki 10' B. Fall 17' 28' |

| Tahua To'ata stadion, Papeete Nézőszám: 4,000 Játékvezető: Suwat Wongsuwan (thaiföldi) |

### D csoport
| Csapat           | M | Gy | Gy+ | V | Lg | Kg | Gk | P |
| ---------------- | - | -- | --- | - | -- | -- | -- | - |
| Oroszország      | 3 | 2  | 1   | 0 | 13 | 6  | +7 | 8 |
| Japán            | 3 | 1  | 1   | 1 | 8  | 8  | 0  | 5 |
| Paraguay         | 3 | 1  | 0   | 2 | 14 | 13 | +1 | 3 |
| Elefántcsontpart | 3 | 0  | 0   | 3 | 11 | 19 | –8 | 0 |

| 2013. szeptember 18. 16:00 |

| Paraguay | 10–6        | Elefántcsontpart                                             |
| --- | ----------- | ------------------------------------------------------------ |
| J. Lopez 9' 28' 31' P. Moran 14' 28' G. Benitez 19' (11-esből) L. Pereira 20' 33' O. Zayas 23' E. Barreto 36' | Jegyzőkönyv | D. Kouassitchi 3' 11' 15' 31' M. Sakanoko 7' E. Tchetche 22' |

| Tahua To'ata stadion, Papeete Nézőszám: 2,800 Játékvezető: Bakhtiyor Namazov (üzbég) |

| 2013. szeptember 18. 19:00 |

| Oroszország                                              | 4–1         | Japán         |
| -------------------------------------------------------- | ----------- | ------------- |
| D. Sisin 13' 14' Y. Kraseninnyikov 31' A. Peremityin 31' | Jegyzőkönyv | T. Tabata 28' |

| Tahua To'ata stadion, Papeete Nézőszám: 4,000 Játékvezető: Said Hachim (madagaszkári) |

| 2013. szeptember 20. 16:00 |

| Japán                                 | 3–1         | Paraguay     |
| ------------------------------------- | ----------- | ------------ |
| H. Oda 2' O. Moreira 8' T. Tabata 14' | Jegyzőkönyv | P. Moran 26' |

| Tahua To'ata stadion, Papeete Nézőszám: 2,100 Játékvezető: Oscar Velasquez (El Salvador-i) |

| 2013. szeptember 20. 19:00 |

| Elefántcsontpart                   | 2–5         | Oroszország                                       |
| ---------------------------------- | ----------- | ------------------------------------------------- |
| D. Kouassitchi 27' M. Sakanoko 30' | Jegyzőkönyv | A. Makarov 12' 28' E. Sajkov 15' D. Sisin 20' 31' |

| Tahua To'ata stadion, Papeete Nézőszám: 3,900 Játékvezető: Miguel Aguilar (mexikói) |

| 2013. szeptember 22. 16:00 |

| Japán                                                      | 4–3 (h. u.) | Elefántcsontpart                  |
| ---------------------------------------------------------- | ----------- | --------------------------------- |
| S. Jamagucsi 3' O. Moreira 19' 38' N. Macuo 39' (11-esből) | Jegyzőkönyv | D. Kouassitchi 1' M. Sakanoko 18' |

| Tahua To'ata stadion, Papeete Nézőszám: 2,400 Játékvezető: Patricio Blanca (chilei) |

| 2013. szeptember 22. 19:00 |

| Oroszország                                      | 4–3 (h. u.) | Paraguay                                    |
| ------------------------------------------------ | ----------- | ------------------------------------------- |
| A. Peremityin 1' A. Makarov 13' D. Sisin 16' 37' | Jegyzőkönyv | S. Amarilla 21' P. Morán 28' 36' (11-esből) |

| Tahua To'ata stadion, Papeete Nézőszám: 3,900 Játékvezető: Christian Zimmermann (svájci) |

## Egyenes kieséses szakasz
|  |                |               |                |                |   |                      |                      |                |                |                |               |       |       |
|  | Negyeddöntők   | Negyeddöntők  | Negyeddöntők   |                |   | Elődöntők            | Elődöntők            | Elődöntők      |                |                | Döntő         | Döntő | Döntő |
|  | Negyeddöntők   | Negyeddöntők  | Negyeddöntők   |                |   | Elődöntők            | Elődöntők            | Elődöntők      |                |                | Döntő         | Döntő | Döntő |
|  | szeptember 25. |               |                |                |   |                      |                      |                |                |                |               |       |       |
|  |                |               |                |                |   |                      |                      |                |                |                |               |       |       |
|  | Spanyolország  | Spanyolország | 2              |                |   |                      |                      |                |                |                |               |       |       |
|  | Spanyolország  | Spanyolország | 2              | szeptember 27. |   |                      |                      |                |                |                |               |       |       |
|  | Salvador       | Salvador      | 1              |                |   |                      |                      |                |                |                |               |       |       |
|  | Salvador       | Salvador      | 1              |                |   | Spanyolország (h.u.) | Spanyolország (h.u.) | 2              |                |                |               |       |       |
|  | szeptember 25. |               |                |                |   | Spanyolország (h.u.) | Spanyolország (h.u.) | 2              |                |                |               |       |       |
|  |                |               | Brazília       | Brazília       | 1 |                      |                      |                |                |                |               |       |       |
|  | Brazília       | Brazília      | Brazília       | Brazília       | 1 | 4                    |                      |                |                |                |               |       |       |
|  | Brazília       | Brazília      |                |                |   | 4                    | szeptember 28.       |                |                |                |               |       |       |
|  | Japán          | Japán         | 3              |                |   |                      |                      |                |                |                |               |       |       |
|  | Japán          | Japán         | 3              |                |   | Spanyolország        | Spanyolország        | 1              |                |                |               |       |       |
|  | szeptember 25. |               |                |                |   | Spanyolország        | Spanyolország        | 1              |                |                |               |       |       |
|  |                |               | Oroszország    | Oroszország    | 5 |                      |                      |                |                |                |               |       |       |
|  | Oroszország    | Oroszország   | Oroszország    | Oroszország    | 5 | 6                    |                      |                |                |                |               |       |       |
|  | Oroszország    | Oroszország   | szeptember 27. |                |   | 6                    |                      |                |                |                |               |       |       |
|  | Irán           | Irán          | 5              |                |   |                      |                      |                |                |                |               |       |       |
|  | Irán           | Irán          | 5              |                |   | Oroszország          | Oroszország          | 5              | Bronzmérkőzés  | Bronzmérkőzés  | Bronzmérkőzés |       |       |
|  | szeptember 25. |               |                |                |   | Oroszország          | Oroszország          | 5              | Bronzmérkőzés  | Bronzmérkőzés  | Bronzmérkőzés |       |       |
|  |                |               | Tahiti         | Tahiti         | 3 |                      |                      | szeptember 28. | szeptember 28. | szeptember 28. |               |       |       |
|  | Argentína      | Argentína     | Tahiti         | Tahiti         | 3 | 1                    |                      | szeptember 28. | szeptember 28. | szeptember 28. |               |       |       |
|  | Argentína      | Argentína     |                |                |   |                      |                      | Brazília (bü.) | Brazília (bü.) | 7 (1)          |               |       |       |
|  | Tahiti         | Tahiti        | 6              |                |   |                      |                      | Brazília (bü.) | Brazília (bü.) | 7 (1)          |               |       |       |
|  | Tahiti         | Tahiti        | 6              |                |   | Tahiti               | Tahiti               | 7 (0)          |                |                |               |       |       |
|  |                |               |                |                |   | Tahiti               | Tahiti               | 7 (0)          |                |                |               |       |       |

### Negyeddöntők
| 2013. szeptember 25. 16:00 |

| Brazília                                  | 4–3         | Japán                                                 |
| ----------------------------------------- | ----------- | ----------------------------------------------------- |
| Eudin 8' Datinha 10' Daniel 29' Bueno 31' | Jegyzőkönyv | H. Oda 6' O. Moreira 20' (11-esből) Bueno 30' (öngól) |

| Tahua To'ata stadion, Papeete Nézőszám: 4,000 Játékvezető: Akcer Serdar (török) |

| 2013. szeptember 25. 17:30 |

| Argentína                 | 1–6         | Tahiti                                                                             |
| ------------------------- | ----------- | ---------------------------------------------------------------------------------- |
| E. Hilaire 16' (11-esből) | Jegyzőkönyv | H. Taiarui 9' 27' N. Bennett 25' R. Bennett 28' R. Li Fung Kuee 29' H. Tavanae 36' |

| Tahua To'ata stadion, Papeete Nézőszám: 4,200 Játékvezető: Eiriz Ruben (spanyol) |

| 2013. szeptember 25. 19:00 |

| Spanyolország          | 2–1         | Salvador                 |
| ---------------------- | ----------- | ------------------------ |
| Llorenc 7' Antonio 34' | Jegyzőkönyv | W. Torres 24' (11-esből) |

| Tahua To'ata stadion, Papeete Nézőszám: 3,900 Játékvezető: Patricio Blanca (chilei) |

| 2013. szeptember 25. 20:30 |

| Oroszország                                                                              | 6–5         | Irán                                                       |
| ---------------------------------------------------------------------------------------- | ----------- | ---------------------------------------------------------- |
| E. Jeremejev 10' 31' Y. Kraseninnyikov 19' A. Peremityin 22' K. Romanov 26' D. Sisin 34' | Jegyzőkönyv | M. Mesigar 6' 25' F. Boloukbashi 10' 22' M. Ahmadzadeh 33' |

| Tahua To'ata stadion, Papeete Nézőszám: 3,900 Játékvezető: Hugo Pado (Salamon-szigeteki) |

### Elődöntők
| 2013. szeptember 27. 19:00 |

| Oroszország                            | 5–3         | Tahiti                                            |
| -------------------------------------- | ----------- | ------------------------------------------------- |
| D. Sisin 9' 17' 35' A. Makarov 33' 35' | Jegyzőkönyv | P. Tepa 13' A. Makarov 17' (öngól) N. Bennett 26' |

| Tahua To'ata stadion, Papeete Nézőszám: 4,200 Játékvezető: Patricio Blanca (chilei) |

| 2013. szeptember 27. 20:30 |

| Spanyolország       | 2–1 (h. u.) | Brazília        |
| ------------------- | ----------- | --------------- |
| Juanma 21' Nico 37' | Jegyzőkönyv | Bruno Xavier 5' |

| Tahua To'ata stadion, Papeete Nézőszám: 4,200 Játékvezető: Said Hachim (madagaszkári) |

### A 3. helyért
| 2013. szeptember 28. 19:00 |

| Brazília                                                                  | 7–7 (h. u.) | Tahiti                                                                   |
| ------------------------------------------------------------------------- | ----------- | ------------------------------------------------------------------------ |
| Bruno Xavier 7' Daniel 12' André 12' Eudin 14' 19' Jorginho 24' Bruno 38' | Jegyzőkönyv | R. Li Fung Kuee 1' 24' M. Amau 12' H. Taiarui 21' 35' N. Bennett 33' 39' |
| Büntetőpárbaj                                                             |             |                                                                          |
| Jorginho                                                                  | 1–0         | Li Fung Kuee                                                             |

| Tahua To'ata stadion, Papeete Nézőszám: 4,200 Játékvezető: Gionni Matticoli (olasz) |

### Döntő
| 2013. szeptember 28. 20:30 |

| Spanyolország | 1–5         | Oroszország                                                         |
| ------------- | ----------- | ------------------------------------------------------------------- |
| Llorenc 24'   | Jegyzőkönyv | A. Skarin 13' K. Romanov 15' Y. Kraseninnyikov 18' 31' D. Sisin 36' |

| Tahua To'ata stadion, Papeete Nézőszám: 4,200 Játékvezető: Serdar Akcer (török) |

| 2013-as FIFA strandlabdarúgó-világbajnokság győztese |
| ---------------------------------------------------- |
| OROSZORSZÁG 2. cím                                   |

## Díjak
| adidas Aranylabda   | adidas Ezüstlabda | adidas Bronzlabda    |
| ------------------- | ----------------- | -------------------- |
| Bruno Xavier        | Ozu Moreira       | Raimana Li Fung Kuee |
| adidas Aranycipő    | adidas Ezüstcipő  | adidas Bronzcipő     |
| Dmitrij Sisin       | Bruno Xavier      | Agustín Ruiz         |
| 11 gólos            | 10 gólos          | 7 gólos              |
| adidas Golden Glove |                   |                      |
| Dona                |                   |                      |
| FIFA Fair Play díj  |                   |                      |
| Oroszország         |                   |                      |

## Gólszerzők
| Helyezés | Játékos              | Gólok |
| -------- | -------------------- | ----- |
| 1        | Dmitrij Sisin        | 11    |
| 2        | Bruno Xavier         | 10    |
| 3        | Agustin Ruiz         | 7     |
| 4        | Daniel Kouassitchi   | 6     |
| 4        | Babacar Fall         | 6     |
| 4        | Raimana Li Fung Kuee | 6     |
| 7        | Lucas Medero         | 5     |
| 7        | Mohammad Ahmadzadeh  | 5     |
| 7        | Pedro Moran          | 5     |
| 7        | Alekszej Makarov     | 5     |
| 7        | Nicolas Perera       | 5     |

## Végeredmény
| Hely | Csapat                  |
| ---- | ----------------------- |
| 1    | Oroszország             |
| 2    | Spanyolország           |
| 3    | Brazília                |
| 4    | Tahiti                  |
| 5    | Argentína               |
| 6    | Salvador                |
| 7    | Japán                   |
| 8    | Irán                    |
| 9    | Paraguay                |
| 10   | Egyesült Államok        |
| 11   | Salamon-szigetek        |
| 12   | Ukrajna                 |
| 13   | Szenegál                |
| 14   | Hollandia               |
| 15   | Egyesült Arab Emírségek |
| 16   | Elefántcsontpart        |

## Külső hivatkozások
- FIFA Beach Soccer Cup Tahiti 2013. fifa.com. (Hozzáférés: 2016. április 28.)
- FIFA Beach Soccer Cup Tahiti 2013. beachsoccer.com. (Hozzáférés: 2016. április 28.)